# استان رافائل بوستیلو
استان رافائل بوستیلو (به اسپانیایی: Provincia de Rafael Bustillo) یکی از استان‌های بولیوی در بولیوی است که در شهرستان پوتوسی واقع شده‌است. استان رافائل بوستیلو ۲٬۲۴۹ کیلومتر مربع مساحت و ۷۶٬۲۵۴ نفر جمعیت دارد.